# La Bataille des Thermopyles
Pour plus de détails, voir Fiche technique et Distribution.
La Bataille des Thermopyles (The 300 Spartans) est un film américain réalisé par Rudolph Maté, sorti en 1962.

## Synopsis
Le film La Bataille des Thermopyles a pour sujet la bataille des Thermopyles (480 av. J.-C.) qui vit 300 Spartiates — mais aussi 700 Thébains et 700 Thespiens, dirigés par le roi spartiate Léonidas, défendre le territoire grec contre les hordes perses comptant entre 70 000 et 300 000 combattants. Leur défense héroïque permit aux Grecs de reconstituer une armée pour repousser les Perses.
Le film célèbre la bravoure, la loyauté et la détermination  des Spartiates.

## Fiche technique
- Titre : La Bataille des Thermopyles
- Titre original : The 300 Spartans
- Réalisation : Rudolph Maté
- Scénario : George St. George (d'après les textes de Gian Paolo Callegari, Remigio Del Grosso, Giovanni d'Eramo et Ugo Liberatore)
- Musique : Mános Hadjidákis
- Pays d'origine : États-Unis
- Genre : drame historique
- Date de sortie : août 1962 (États-Unis)
- Budget : 8 500 000 dollars
- Box-office : 76 520 000 dollars
- Durée : 109 minutes
- Distribution : 20th Century Fox
- Affiche : Boris Grinsson (France)

## Distribution
- Richard Egan (VF : Claude Bertrand) : Léonidas de Sparte
- Ralph Richardson (VF : Henri Virlojeux) : Thémistocle d'Athènes
- Diane Baker (VF : Claude Chantal) : Ellas
- Barry Coe (en) : (VF : Philippe Mareuil) : Phylon, fils de Grellas
- David Farrar (VF : René Arrieu) : Xerxès Ier, le roi perse
- Sandro Giglio (VF : Richard Francœur) : Xenathon
- Donald Houston (VF : Georges Aminel) : Hydarnes
- Anna Synodinou (VF : Nelly Benedetti) : Gorgo, l'épouse de Léonidas
- Kieron Moore : (VF : Henry Djanik) :  Éphialtès
- John Crawford (VF : Jean-Claude Michel) : Agathon
- Anne Wakefield (VF : Mony Dalmès) : Artémise
- Ivan Triesault (VF : Jean-Henri Chambois) : Demaratus
- Laurence Naismith (VF : Claude Péran) : le premier délégué grec
- Charles Fawcett (VF : Maurice Pierrat) : Mégistias
- Robert Brown (VF : Pierre Gay) : Pentheus
- Michalis Nikolinakos ( VF : Jean-François Laley): Myron
- Dimos Starenios (VF : Albert Montigny) : Samos, le berger
- Yorgos Moutsios (crédité George Moutsios) (VF : Michel Roux) : Demophilus
- Kosta Baladimas (VF : Jean Berton) : Mardonius
- Nikos Papakonstantinou (VF : René Bériard) : Grellas (Grillus en français)

## Commentaires
Le film relate l'histoire de la bataille des Thermopyles : un contingent grec mené par 300 Spartiates se bat contre une armée perse de taille quasi illimitée. Malgré la lutte acharnée, les Spartiates ne fuiront pas leurs ennemis et ne se rendront pas, même si cela implique leur mort. À sa sortie, en 1962, les critiques ont vu ce film comme un commentaire de la guerre froide, en se référant aux états grecs indépendants présentés comme "le seul bastion de la liberté restant dans le monde jusqu'alors connu", tenant tête à l'"empire d'esclaves" perse. Il a été produit avec la coopération du gouvernement grec et a été tourné dans le petit village de Perachora, dans la partie continentale du canal de Corinthe en Péloponnèse. Il était impossible de filmer sur l'emplacement réel des Thermopyles car la mer avait reculé d'environ 5 km par rapport au moment de la bataille réelle en 480 av. J.-C. Quelque 5 000 soldats de l'armée hellénique ont été prêtés par le roi de la Grèce pour représenter à la fois les Spartiates et les Perses.